# Jacob Wygodzki
Pour les articles homonymes, voir Wygodzki.
Jacob Wygodzki (ou Yankev-Yakov-Jakub-Jaakow Vigodski), né le 3 avril 1856 et décédé en juillet 1941, est un médecin, politicien et écrivain juif lituanien, assassiné par les Allemands dans le ghetto de Vilnius.

## Biographie

### Ses premières années
Jacob Wygodzki est né à Babrouïsk dans l'Empire russe (actuellement en Biélorussie). Ainé de sept frères, il est élevé dans une ambiance familiale hassidique fidèle à la tradition religieuse stricte des Habad-Loubavitch. Après avoir étudié à l'école élémentaire religieuse et à la Yechiva, il se tourne vers des sujets séculiers. À 14 ans, il entre en cinquième du lycée de Mariampol, puis termine des études de médecine et de chirurgie à l'Académie médicale militaire de Saint-Pétersbourg. Il obtient son diplôme de docteur en médecine en 1882, et s'installe en 1883 à Vilna (Vilnius) où il devient rapidement un des docteurs les plus renommés et populaires, ainsi qu'un des responsables de la communauté juive de la ville.

### La Première Guerre mondiale et l'entre-deux-guerres
Pendant la Première Guerre mondiale, quand Vilnius est occupée par l'armée allemande, Wygodzki est un des représentants de la population juive auprès des autorités occupantes. À la suite de ses protestations contre les taxes imposées, il est arrêté en mars 1917 et envoyé dans un camp de prisonniers. De retour à Vilnius en avril 1918, Wygodzki rejoint le mouvement sioniste et est désigné par celui-ci pour être un ministre dans le premier gouvernement de Vilnius, quand en 1919, la Lituanie devient indépendante pendant une courte période. Il est nommé en 1922 pour être un député de la région de Vilnius à la Sejm (diète polonaise) en tant que membre du Blok Mniejszości Narodowych (Bloc des Minorités Nationales). Il est un des membres du comité d'éducation de la Sejm et défend énergiquement les droits des écoles yiddish et hébraïques. Il est ultérieurement élu président de la communauté juive démocratique de Vilnius. Il est aussi en 1920 un des principaux partenaires de la troupe théâtrale de Vilnius et ultérieurement un des fondateurs de la Société théâtrale juive à Vilnius.
Wygodzki commence à écrire peu de temps après avoir ouvert son cabinet médical. Au cours des années suivantes, il publie, en russe et en allemand, des articles de popularisation scientifique sur la médecine et l'hygiène. Il commence à écrire en yiddish quand il est prisonnier de guerre et après la Première Guerre mondiale, il publie ses articles dans Di yidishe tsaytung (Le journal juif), Unzer fraynd (Notre ami), Di tsayt (Le temps), Tog (Jour) et Di vokh (La semaine) à Vilnius; et Haynt (Aujourd'hui), Moment (Moment) et Unzer lebn (Notre vie) à Varsovie.
Il contribue aussi au Pinkes (Dossiers) de Vilnius édité par Zalmen Reyzen, parmi d'autres publications. Dans tous les journaux, il écrit sur la politique juive et générale en Pologne, sur les problèmes sionistes et aussi sur la médecine
Il écrit plusieurs livres publiés à Vilnius. Parmi eux, on peut citer: In shturm, zikhroynes fun di okupatsye-tsaytn (Dans la tempête, mémoires de la zone d'occupation) publié en 1926; In gehenem, zikhroynes fun di daytshe tfises beshas der velt-milkhome (En enfer, mémoires des prisons allemandes pendant la guerre mondiale) en 1927; In sambatyen, zikhroynes fun tsveytn seym, 1922-1927 (Dans le Sambation, mémoires de second Sejm, 1922-1927) publié en 1931.
Il édite avec Y. Yafe le Di yidishe tsaytung (Le journal yiddish) en 1919 et le Vilner togblat (Journal de Vilnius) en 1919-1920.

### La Seconde Guerre mondiale
En 1940, quand l'Armée rouge prend possession de Vilnius à la suite du Pacte germano-soviétique, Wygodzki lance un appel à Staline, lui demandant que l'Union soviétique ne ferme pas les écoles de langue yiddish et de langue hébraïque, dans les nouvelles zones occupées de Pologne et de Lituanie.
Quand les nazis s'emparent de Vilnius en 1941, Wygodzki qui est alors âgé de 85 ans est un homme malade. Les Juifs sont immédiatement parqués dans un ghetto avec interdiction d'en sortir. Wygodzki est désigné membre du Judenrat (Conseil juif), mais refuse de collaborer. Il est alors arrêté et conduit à la prison Lukiškės. Sa condition physique se détériore, et torturé, sans soins, il meurt dans sa cellule dans les derniers jours de juillet 1941, tandis que d'autres sources indiquent qu'il a été exécuté avec un groupe d'intellectuels juifs

### Descendances
Sa fille Aleksandra Brusztein (de) (en russe : Александра Яковлевна Бруштейн), née en 1884 et décédée en 1968, est une écrivaine russe.
Sa petite fille Nadezhda Nadieżdina (en russe : Надежда Сергеевна Надеждина), née en 1908 et décédée en 1979, est une danseuse soviétique, maître de ballet et chorégraphe, lauréate du prix Staline en 1950 et Héros du travail socialiste en 1978.

## Note
- (pl) Cet article est partiellement ou en totalité issu de l’article de Wikipédia en polonais intitulé « Jakub Wygodzki » (voir la liste des auteurs).

1. ↑  (en): Herman Kruk et Benjamin Harshav: The Last Days of the Jerusalem of Lithuania: Chronicles From the Vilna Ghetto and the Camps, 1939-1944; éditeur: Yale University Press; 2002; page: 53;  (ISBN 0300044941 et 978-0300044942)
2. ↑  (pl): Yitzhak (Henry) Rubin: Zydzi w Lodzi pod Niemiecka Okupacja, 1939-45; éditeur: Kontra; Londres; 1988;  (ISBN 0907652239 et 978-0907652236)